# 利士比

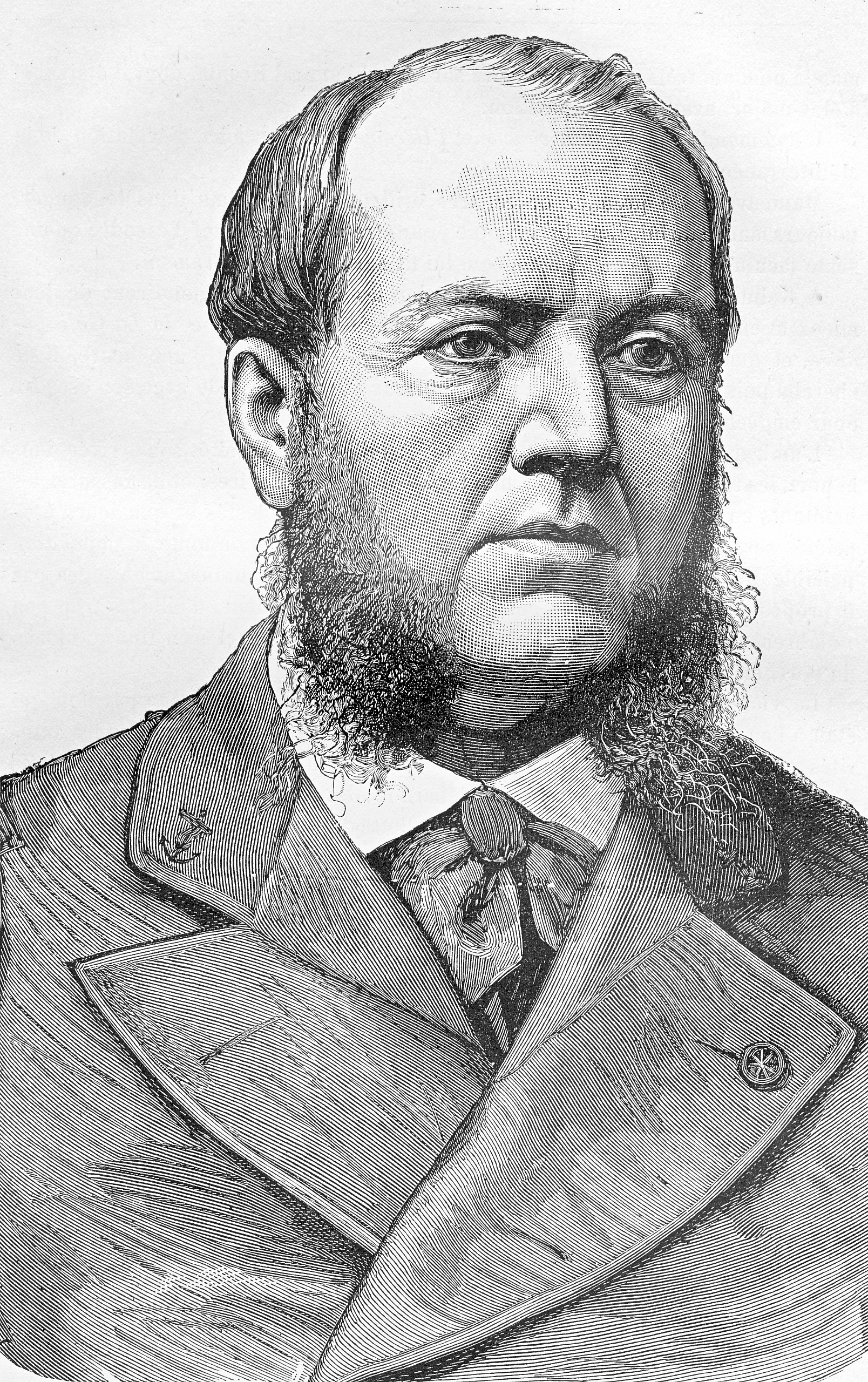
利士比

塞巴斯蒂安·尼古拉-若阿尚·利士比（法語：Sébastien-Nicolas-Joachim Lespès，1828年3月13日—1897年8月24日），法国海军将领。中文文獻多作「李士卑斯」，如林豪《澎湖廳志》、連橫《臺灣通史》，Julie Couderc（季茱莉）譯註的《北圻回憶錄：清法戰爭與福爾摩沙 1884-1885》亦然。
出生在比利牛斯-大西洋省的巴约讷，后毕业于法国海军学院，1846年成为法国海军的一位见习生。曾参加过对塞内加尔的战役，以及克里米亚战争中的塞瓦斯托波尔围城战。
1857年被派往远东，在第二次鸦片战争和南圻远征中十分活跃。在1884年的中法战争期间，他是法国远东舰队的副司令。马江海战中，利士比率军舰自基隆开来，试图闯入闽江口，但被清军击退，被迫撤离。此后，他进攻台湾的淡水，在淡水之役中被清军击退。

## 外部連結
- Dossier de Légion d'honneur de l'amiral Lespès.（页面存档备份，存于）